# Federazione cestistica di Tahiti
La Federazione cestistica di Tahiti è l'ente che controlla e organizza la pallacanestro a Tahiti.
La federazione controlla inoltre la nazionale di pallacanestro di Tahiti e ha sede a Papeete.
È affiliata alla FIBA dal 1960 e organizza il campionato di pallacanestro di Tahiti.